# I Married Wyatt Earp (téléfilm)
Pour plus de détails, voir Fiche technique et Distribution.
I Married Wyatt Earp est un western américain réalisé par Michael O'Herlihy pour la télévision en 1981 et diffusé en 1983.

## Synopsis
Comment Josephine Marcus, jeune chanteuse d'un opéra itinérant, rencontra Wyatt Earp, travailla pour son établissement, et l'épousa, l'accompagnant dans les péripéties de la fusillade d'O.K. Corral.

## Fiche technique
- Autre titre : Wyatt Earp (en RFA)
- Réalisateur : Michael O'Herlihy
- Scénario : I.C. Rapoport, d'après les mémoires de Josephine Sarah Marcus Earp éditées par Glenn G. Boyer[1].
- Producteurs : Richard Briggs, Dennis Johnson, Richard E. Lyons
- Compagnies de production : Comworld Productions, Osmond Productions, National Broadcasting Company (NBC)
- Musique : Morton Stevens
- Montage : Fred A. Chulack
- Première diffusion : 10 janvier 1983
- Durée : 100 min
- Ratio : 1.33 : 1

## Distribution
- Marie Osmond : Josephine 'Josie' Marcus
- Bruce Boxleitner : Wyatt Earp
- John Bennett Perry : John Behan
- Jeffrey DeMunn : Doc Holliday
- Alison Arngrim : Amy
- Ross Martin : Jacob Spiegler
- Ron Manning : Virgil Earp
- Josef Rainer : Morgan Earp
- Charles Benton : Ike Clanton
- Earl W. Smith : Frank Stillwell
- Ron Chapman : Marsh Williams
- Elayne Stein : Mama Speigler
- Dee Maaske : Mattie Earp
- Linda Rae Jurgens : Louisa Earp
- Donna Brown : Allie Earp

## Édition DVD
- Liberation Entertainment, Lawmen and Outlaws Collection,  (EAN 5060131391069)